# Dead as Dreams
Dead as Dreams — дебютный и единственный студийный альбом американской блэк-метал-группы Weakling. Он был записан в 1998 году и выпущен в 2000 году на лейбле Tumult Records, несмотря на то что группа прекратила активность ещё в 1999. Dead as Dreams был первоначально выпущен на кассете, двойном виниле и CD. Кассетная версия была ограничена 300 копиями.
Стиль Weakling описывается как самобытный, но в то же время напоминающий такие норвежские группы, как Darkthrone, Burzum, Mayhem и Immortal, а также его сравнивали со шведской прогрессив-метал-группой Opeth.
Альбом занял 16 место в списке 20 лучших альбомов 2000 года по версии сайта Metal Storm.
Вокалист группы Deafheaven Джордж Кларк назвал альбом «важнейшим столпом американского блэк-метала».
| Оценки критиков     | Оценки критиков |
| Источник            | Оценка          |
| ------------------- | --------------- |
| AllMusic            | [ 3 ]           |
| Chronicles of Chaos | [ 6 ]           |

## Список композиций
| №                   | Название                                        | Длительность |
| ------------------- | ----------------------------------------------- | ------------ |
| 1.                  | «Cut Their Grain and Place Fire Therein»        | 10:28        |
| 2.                  | «Dead as Dreams»                                | 20:39        |
| 3.                  | «This Entire Fucking Battlefield»               | 14:47        |
| 4.                  | «No One Can Be Called as a Man While He'll Die» | 13:09        |
| 5.                  | «Desasters in the Sun»                          | 17:05        |
| Общая длительность: | Общая длительность:                             | 76:08        |

## Участники записи
- John Gossard — гитара, вокал
- Casey Ward — клавишные
- Little Sunshine (Sam) — ударные
- Sara Weiner — бас-гитара
- Joshua M. Smith — гитара